# Speichrow
Speichrow (in basso sorabo Spěcharjow) è una frazione (Ortsteil) del comune tedesco di Schwielochsee.

## Storia
Nel 2003 il comune di Speichrow venne fuso con i comuni di Goyatz, Lamsfeld-Groß Liebitz, Jessern, Mochow e Ressen-Zaue, formando il nuovo comune di Schwielochsee.